# Campionati del mondo Ironman del 1991
I Campionati del mondo Ironman del 1991 hanno visto trionfare per la terza volta tra gli uomini lo statunitense Mark Allen, davanti all'australiano Greg Welch e allo statunitense Jeff Devlin.
Tra le donne si è laureata campionessa del mondo per la quarta volta la zimbabwese Paula Newby-Fraser.

## Ironman Hawaii - Classifica

### Uomini
| Pos. | Tempo   | Nome              | Paese       | Ripartizione tempi | Ripartizione tempi | Ripartizione tempi | Ripartizione tempi | Ripartizione tempi |
| Pos. | Tempo   | Nome              | Paese       | Nuoto              | T1                 | Bici               | T2                 | Corsa              |
| ---- | ------- | ----------------- | ----------- | ------------------ | ------------------ | ------------------ | ------------------ | ------------------ |
|      | 8:18:32 | Mark Allen        | Stati Uniti | 0:50:14            | 0:00               | 4:46:07            | 0:00               | 2:42:09            |
|      | 8:24:34 | Greg Welch        | Australia   | 0:51:02            | 0:00               | 4:45:21            | 0:00               | 2:48:10            |
|      | 8:27:55 | Jeff Devlin       | Stati Uniti | 0:54:12            | 0:00               | 4:43:11            | 0:00               | 2:50:31            |
| 4    | 8:30:07 | Pauli Kiuru       | Finlandia   | 0:51:08            | 0:00               | 4:45:20            | 0:00               | 2:53:38            |
| 5    | 8:30:48 | Wolfgang Dittrich | Germania    | 0:48:02            | 0:00               | 4:42:58            | 0:00               | 2:59:48            |
| 6    | 8:43:06 | Scott Tinley      | Stati Uniti | 0:53:59            | 0:00               | 4:49:59            | 0:00               | 2:59:07            |
| 7    | 8:46:29 | Ken Glah          | Stati Uniti | 0:51:06            | 0:00               | 4:50:03            | 0:00               | 3:05:19            |
| 8    | 8:49:51 | Ben van Zelst     | Paesi Bassi | 0:54:02            | 0:00               | 4:55:08            | 0:00               | 3:00:39            |
| 9    | 8:50:52 | Cristian Bustos   | Cile        | 0:52:55            | 0:00               | 4:54:52            | 0:00               | 3:03:04            |
| 10   | 8:53:06 | Stefan Kolm       | Stati Uniti | 0:51:25            | 0:00               | 4:52:21            | 0:00               | 3:09:19            |

### Donne
| Pos. | Tempo   | Nome               | Paese       | Ripartizione tempi | Ripartizione tempi | Ripartizione tempi | Ripartizione tempi | Ripartizione tempi |
| Pos. | Tempo   | Nome               | Paese       | Nuoto              | T1                 | Bici               | T2                 | Corsa              |
| ---- | ------- | ------------------ | ----------- | ------------------ | ------------------ | ------------------ | ------------------ | ------------------ |
|      | 9:07:52 | Paula Newby-Fraser | Zimbabwe    | 0:54:59            | 0:00               | 5:05:47            | 0:00               | 3:07:05            |
|      | 9:23:37 | Erin Baker         | Stati Uniti | 0:56:32            | 0:00               | 5:08:47            | 0:00               | 3:18:18            |
|      | 9:33:20 | Sarah Coope        | Regno Unito | 1:02:34            | 0:00               | 5:19:09            | 0:00               | 3:11:36            |
| 4    | 9:34:24 | Thea Sybesma       | Paesi Bassi | 1:00:00            | 0:00               | 5:10:16            | 0:00               | 3:24:07            |
| 5    | 9:42:59 | Krista Whelan      | Stati Uniti | 1:01:36            | 0:00               | 5:17:28            | 0:00               | 3:23:54            |
| 6    | 9:46:37 | JulieAnne White    | Stati Uniti | 1:02:32            | 0:00               | 5:29:59            | 0:00               | 3:14:05            |
| 7    | 9:49:01 | Jan Wanklyn        | Stati Uniti | 0:53:47            | 0:00               | 5:38:39            | 0:00               | 3:16:34            |
| 8    | 9:49:49 | Terry Schneider    | Stati Uniti | 1:03:11            | 0:00               | 5:25:00            | 0:00               | 3:21:38            |
| 9    | 9:53:29 | Louise Bonham      | Australia   | 0:58:54            | 0:00               | 5:31:32            | 0:00               | 3:23:02            |
| 10   | 9:54:35 | Wendy Ingraham     | Stati Uniti | 0:51:18            | 0:00               | 5:22:50            | 0:00               | 3:40:27            |

## Ironman - Risultati della serie

### Uomini
| Evento      | Oro            | Tempo   | Argento         | Tempo   | Bronzo       | Tempo   |
| New Zealand | Dirk Ashmoneit | 8:30:33 | Scott Tinley    | 8:35:53 | Scott Molina | 8:40:54 |
| Australia   | Pauli Kiuru    | 8:22:40 | Dirk Aschmoneit | 8:31:32 | Ken Glah     | 8:39:50 |

### Donne
| Evento      | Oro         | Tempo   | Argento       | Tempo   | Bronzo                | Tempo    |
| New Zealand | Jan Wanklyn | 9:39:13 | Sarah Coope   | 9:51:21 | Terry Schneider-Egger | 10:02:01 |
| Australia   | Jan Wanklyn | 9:34:06 | Louise Bonham | 9:49:20 | Tina Bischoff         | 10:00:24 |

## Calendario competizioni
| Progr. | Data          | Evento              | Sede                                   | Nazione       |
| ------ | ------------- | ------------------- | -------------------------------------- | ------------- |
| 1      | 17 marzo 1991 | Ironman New Zealand | Taupo                                  | Nuova Zelanda |
| 2      | 31 marzo 1991 | Ironman Australia   | Forster/Tuncurry, Nuovo Galles del Sud | Australia     |